# Druga rapska pjesmarica
Druga rapska pjesmarica je pjesmarica iz 16. stoljeća, zapisana 1563. godine. Sadrži cjeloviti Gospin plač u dijaloškom obliku te još 12 pjesničkih i proznih sastavaka. Značajna je za hrvatsku književnost osim po tome i po tome što sadrži i nekoliko pjesničkih sastavaka Marka Marulića, oca hrvatske književnosti. Ova rapska pjesmarica čuva se u samostanu svetog Antuna Opata. Vinko Premuda pronašao ju je iste godine kad i Žića svetih otaca u samostanu sv. Antuna.